# Bandera d'Ossètia del Sud
La bandera d'Ossètia del Sud apareix descrita en la Constitució de 26 de novembre de 1990 i aquest disseny ha estat confirmat en la Regulació sobre la bandera nacional que es va aprovar el 30 de març de 1992. És una bandera tricolor composta per tres franges horitzontals de la mateixa grandària: blanca la superior, vermella la central i groga la inferior.
El color vermell simbolitza el valor marcial, el blanc la puresa moral, i el groc la riquesa i la prosperitat. Aquesta bandera és pràcticament idèntica a la d'Ossètia del Nord-Alània, l'única diferència rauen les seves dimensions.